# Nature Reviews Rheumatology
Nature Reviews Rheumatology è una rivista medica mensile sottoposta a revisione paritaria e pubblicata dalla Nature Portfolio. È stata fondata nel 2005 col nome di Nature Clinical Practice Rheumatology e ha assunto la denominazione attuale nel 2009.
La rivista tratta tutti gli aspetti della reumatologia.
La caporedattrice è Sarah Onuora.
Secondo il Journal Citation Reports, nel 2021 la rivista ha ricevuto un fattore di impatto pari a 32,286, collocandosi al 2º posto fra 34 titoli presenti nella categoria "Reumatologia".